# Залізнична стежка
Залізнична стежка (англ. Rail trail) — багатоцільовий туристичний маршрут, утворений зі старої залізничної лінії. Залізничну стежку, як правило, створюють після того, як залізниця стала непотрібною та рейки колії були вилучені. Залізнична стежка — шлях загального користування на смузі відведеній для старої залізниці, але вона також може пролягати поруч з діючою залізницею, легкорейковим транспортом або трамваями (рейки зі стежками), або з колією, що не використовується.

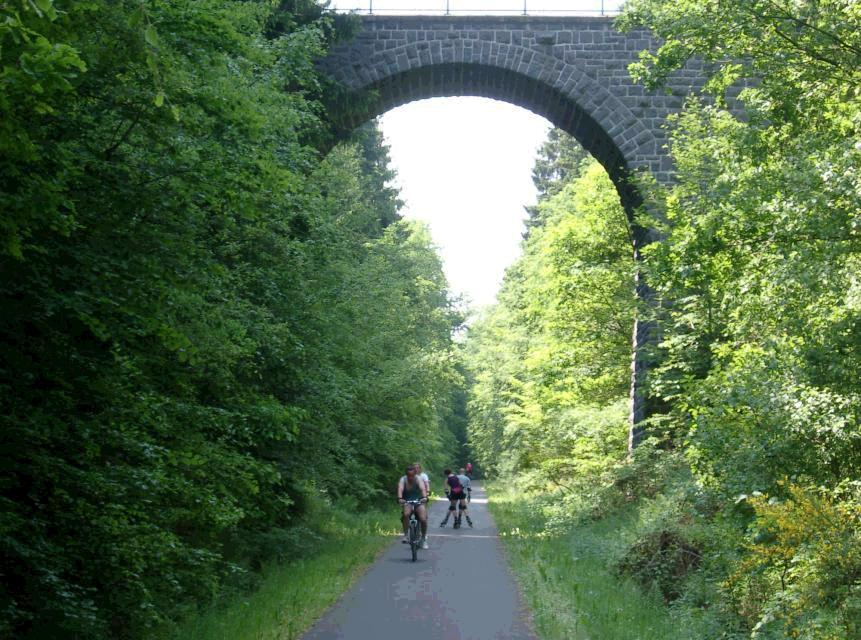
Залізнична стежка в Німеччині

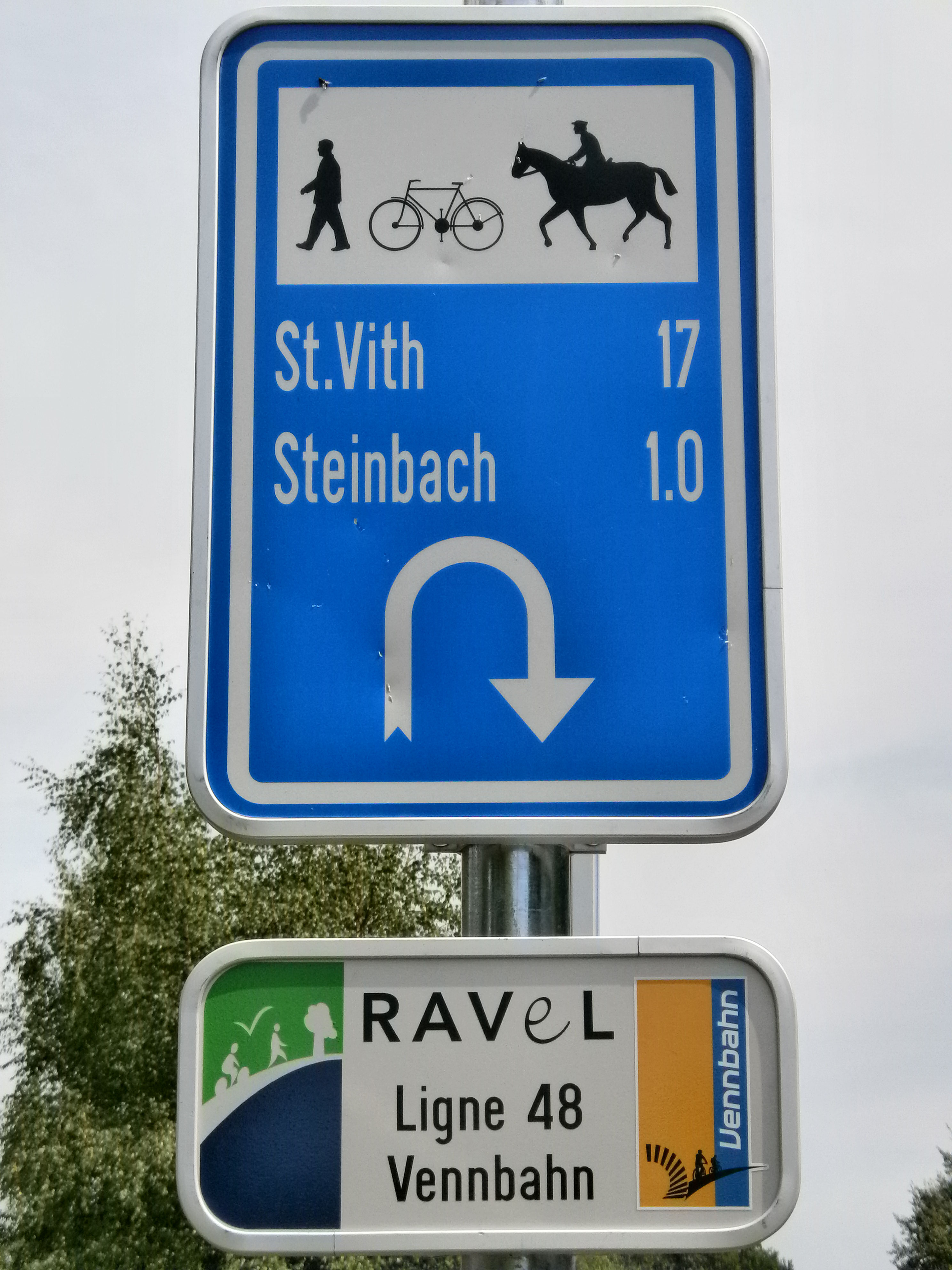
Знак залізничної стежки в Бельгії

Загалом така стежка відносно пряма та з невеликим нахилом, оскільки перероблена зі старої занедбаної залізничної колії на пішохідну або велосипедну доріжку, що пролягає по території колишніх залізничних насипів і станцій. Рівна поверхня стежки доступна як для молодих сімей, так і для людей похилого віку. Іноді подібні стежки прямують уздовж залізниць, що діють.
Багато залізничних стежок є довгими трасами на велику відстань, тоді як деякі коротші залізничні стежки відомі як «зелений шлях» або «лінійний парк». У регіоні Валлонії в Бельгії ці шляхи називаються «автономною мережею повільних смуг» (RAVeL).
Як шляхи загального користування, залізничні стежки в основному призначені для немоторизованого руху: пішоходів, велосипедистів, вершників, ковзанярів і лижників, хоча можуть бути також снігоходи та квадроцикли. Прямуючі через старовинні райони та маючи на своєму шляху привабливі об'єкти, залізничні стежки приваблюють велику кількість відвідувачів. Деякі з них є міжміськими.

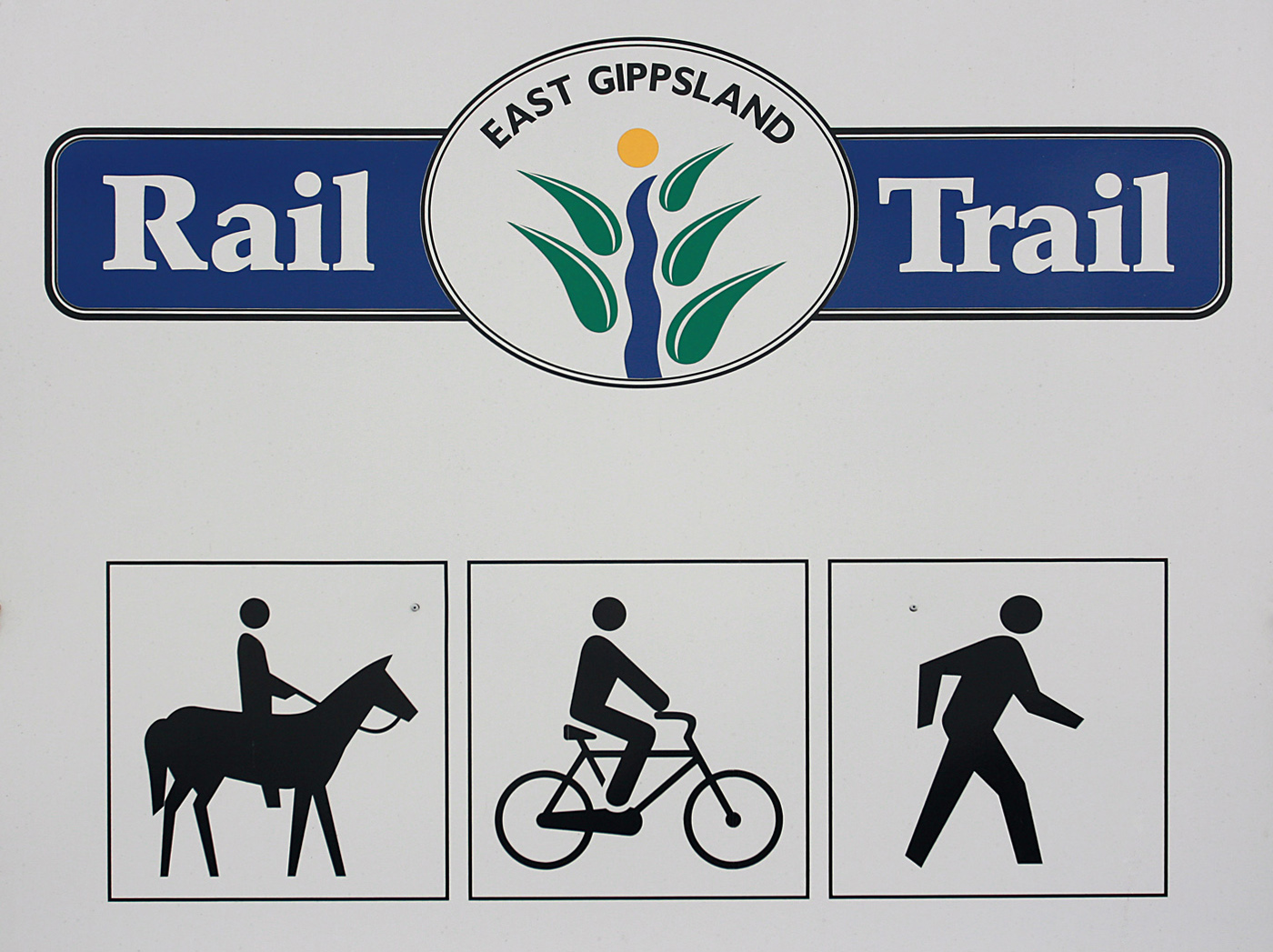
Вказівник на залізничній стежці встановлений поблизу Брутен (Австралія) в Австралії